# راینشتدت
راینشتدت (به آلمانی: Reinstädt) یک شهر در آلمان است که در زاله‌هلتسلاند واقع شده‌است. راینشتدت ۵۰۴ نفر جمعیت دارد.